# Potenciador (explosivo)
Un potenciador explosivo actúa de puente entre un explosivo de baja energía y un explosivo de baja sensibilidad (pero típicamente de alta energía). El potenciador incrementa la energía de un explosivo hasta el punto de disparar la carga secundaria.
Por ejemplo, un iniciador como el cordón detonante no tiene energía como para disparar por sí mismo las cargas de alto explosivo (como el PENT, el trinitrotolueno (TNT) o el ANFO), con lo que se utiliza un potenciador para elevar la energía de tal forma que la carga principal se active. El tetril se utilizó a menudo para cargas potenciadoras, principalmente durante la Segunda Guerra Mundial, pero ha sido sustituido por otros compuestos.
Los potenciadores explosivos se construyen de forma típica mezclando dos compuestos altamente sensibles y energéticos en diversas relaciones.
Cuando se utiliza junto a vainas de artillería o bombas de lanzamiento aéreo, se le denomina gayne (en inglés).